# 小行星90279
小行星90279（90279 Devětsil）是一颗绕太阳运转的小行星，为主小行星带小行星。该小行星于2003年2月发现。
該小行星以捷克前衛藝術家協會德維奇爾社命名。

## 轨道参数
小行星90279的轨道半长轴为403 836 912 km，2.6994446 UA，离心率为0.184。